# Johann Melchior Birkenstock
Johann Melchior Edler von Birkenstock (* 11. Mai 1738 in Heiligenstadt im Eichsfeld; † 30. Oktober 1809 in Wien) war ein österreichischer Politiker, kaiserlicher Hofrat und Schulreformer.

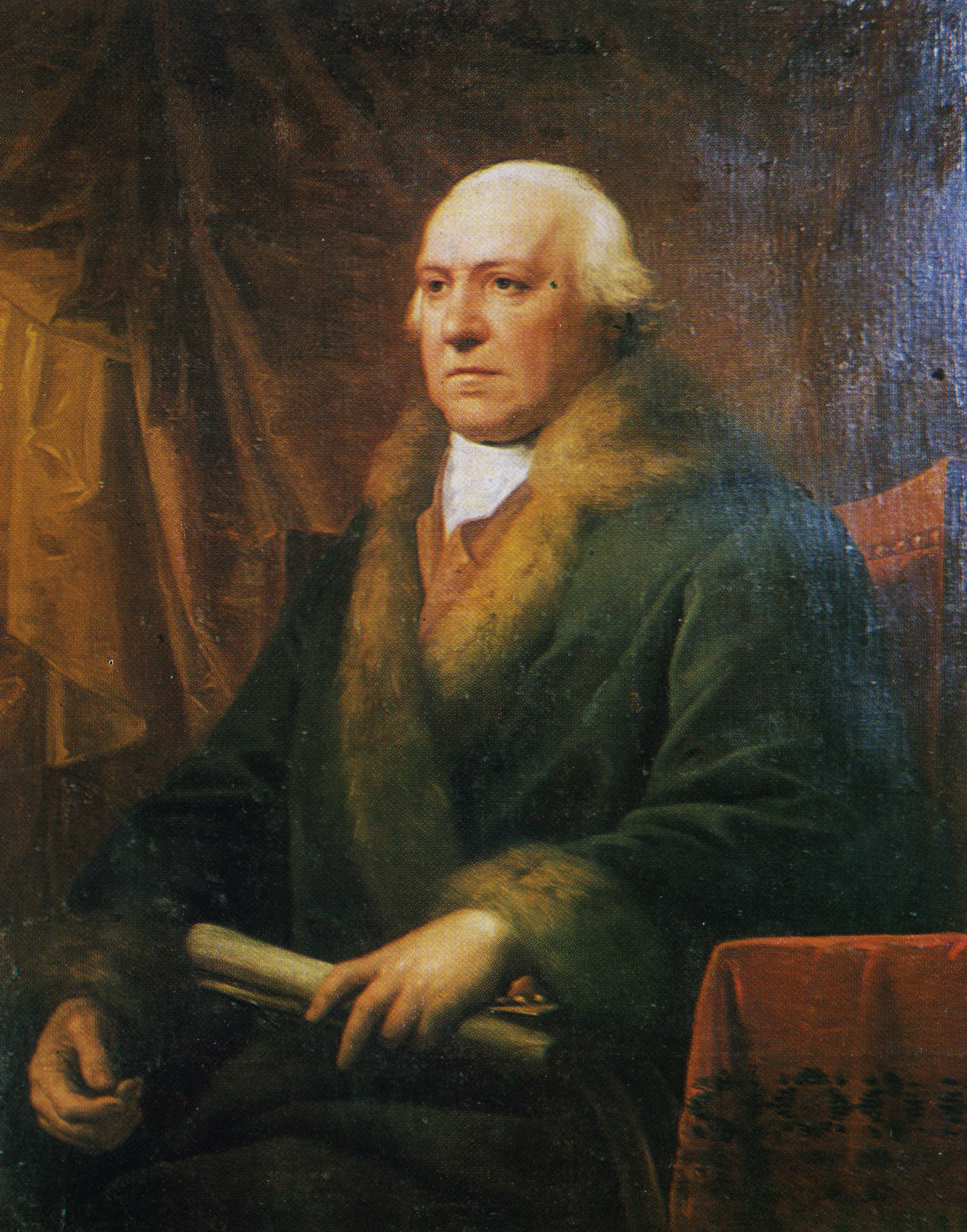
Johann Melchior Edler von Birkenstock, Gemälde von Friedrich Heinrich Füger, 1809/10, auf der Rückseite bezeichnet: „Nach dem Tode gemalt, der Tochter vom Künstler geschenkt“

## Leben und Werk
Seine Familie war seit vielen Generationen im Rheingau ansässig. Wahrscheinlich waren seine Eltern bei seiner Geburt für Kurmainz in der Exklave Eichsfeld tätig. Der Sohn des kaiserlichen Generalfiskals Johann Konrad Birkenstock († 1780) studierte in Göttingen und Erfurt und trat 1763 in österreichische Staatsdienste. Im Jahre 1766 kam er zur Gesandtschaft nach Paris, wurde zwei Jahre später nach Wien berufen und in der Staatskanzlei angestellt. Kaiserin Maria Theresia erteilte ihm den Auftrag, einen Plan zur Verbesserung des Erziehungs- und Schulwesens in Österreich auszuarbeiten. Nach Vollendung der Arbeit unternahm er eine Reise durch Deutschland, um die bekanntesten Lehr- und Erziehungsanstalten zu besuchen und geeignete Mitarbeiter anzuwerben. In Wien wurde Birkenstock zum Regierungsrat, dann zum Hofrat ernannt. Ab den 1780ern war Birkenstock für die Zensur der politischen Schriften für 25 Jahre verantwortlich. Sowohl Kaiserin Maria Theresia als auch Kaiser Joseph II. schenkten ihm das vollste Vertrauen. Nachdem Kaiser Leopold II. die Studien-Hofkommission unter Gottfried van Swieten aufgelöst hatte, wurde er am 1. Januar 1792 als van Swietens Nachfolger zum Direktor des Schul- und Erziehungsdepartements ernannt, welchem er bis zum Eintritt in den Ruhestand 1803 vorstand. In seiner Zeit als Direktor beschäftigte er sich ausführlich mit der Frage, wie der aufkommende revolutionäre Zeitgeist, der durch die Französische Revolution angefacht wurde, zu bekämpfen sei. Birkenstock setzte dabei auf einen Literaturkanon für unterschiedliche Bevölkerungsgruppen, Karikaturen und Broschüren sowie Volksredner, die revolutionäre Bestrebungen unterdrücken bzw. zerstreuen sollten.
Seit 1792 war er auswärtiges Mitglied der Preußischen Akademie der Wissenschaften. Birkenstock stand unter anderem mit Ludwig van Beethoven in Kontakt. Er starb 1809 und wurde auf dem Sankt Marxer Friedhof in Wien beerdigt.

### Familie
Im Jahre 1778 heiratete er in Wien Gräfin Josefa von Hay (1755–1788). Das Ehepaar hatte vier Kinder:
- Hugo Konrad Gottfried Edler von Birkenstock (* 1778 in Wien).
- Antonia Johanna Josepha Edle von Birkenstock, gen. Toni (* 1780 in Wien), ab 1798 verheiratet mit dem vermögenden Franz Dominicus Brentano di Tremezzo aus Frankfurt am Main.
- Konstantin Viktor Edler von Birkenstock (* 1782 in Frankfurt am Main).
- Johann Eduard Valentin Edler von Birkenstock (* 1784 in Frankfurt am Main).

## Nachleben
Durch seine Heirat wurde er zum Schwager von Joseph von Sonnenfels. Beider Ehefrauen waren Schwestern des berühmten Reformbischofs von Königgrätz/Hradec Králové Jan Leopold Ritter von Hay (1735–1794). Birkenstock baute sich eine heute nicht mehr vorhandene palastartige Villa mit 40 Zimmern in der Vorstadt Landstraße, Erdberggasse Nr. 98 (heute Erdbergstraße 19), die über eine umfangreiche und wertvolle Bibliothek sowie über eine reiche Kunstsammlung verfügte.
Zu seinen Ehren wurde 1894 in Wien-Simmering die Untere Wintergasse in Birkenstockgasse nach ihm umbenannt.